# تئاتر بلاسکو
تئاتر بلاسکو (انگلیسی: Belasco Theatre) یک سالن تئاتر متعلق به سازمان شوبرت در شهر نیویورک، آمریکا است.
این تئاتر که در سال ۱۹۰۷ تأسیس شده در منطقه تئاتر برادوی قرار دارد و دارای ۱٬۰۱۶ نفر ظرفیت است.

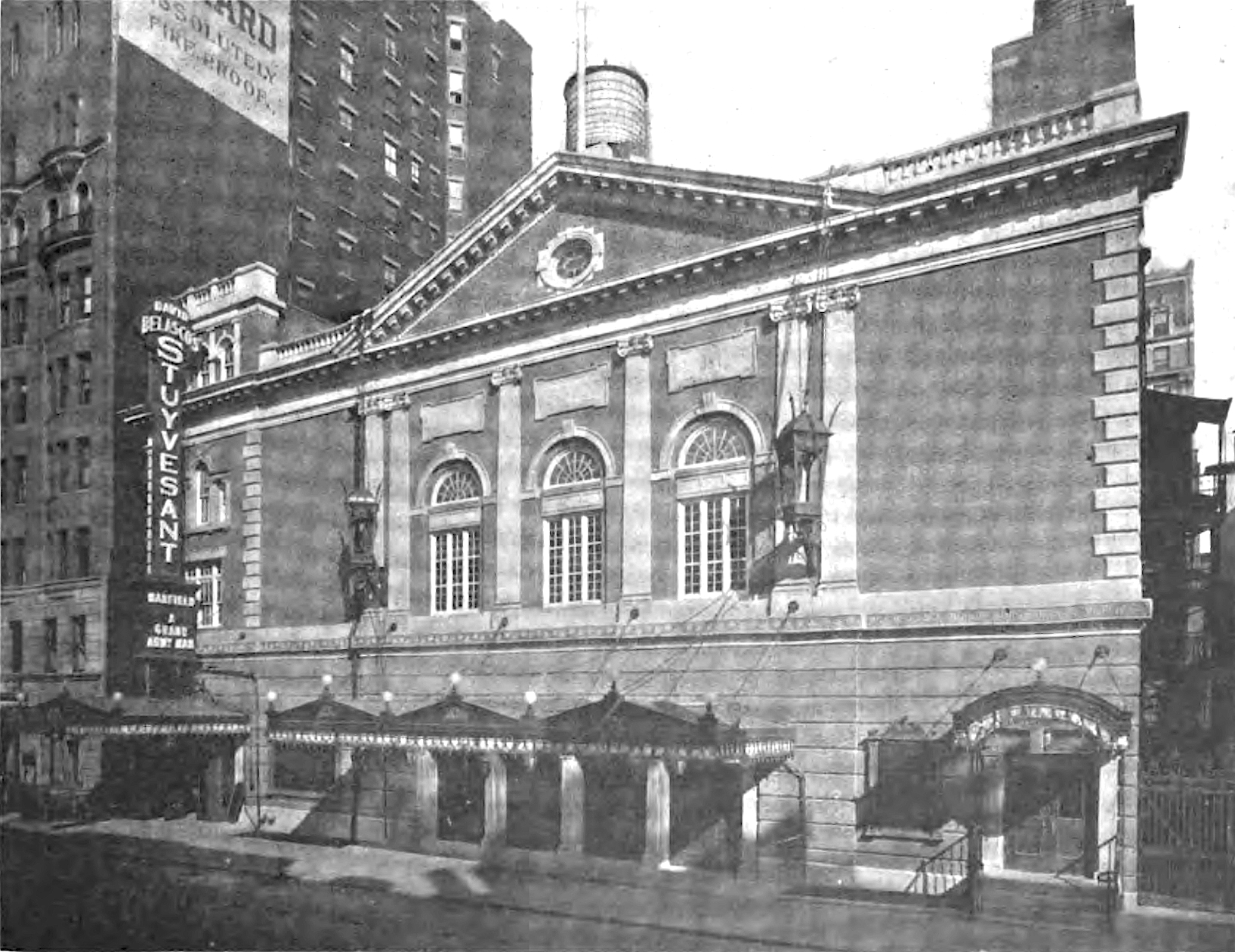
۱۹۰۷
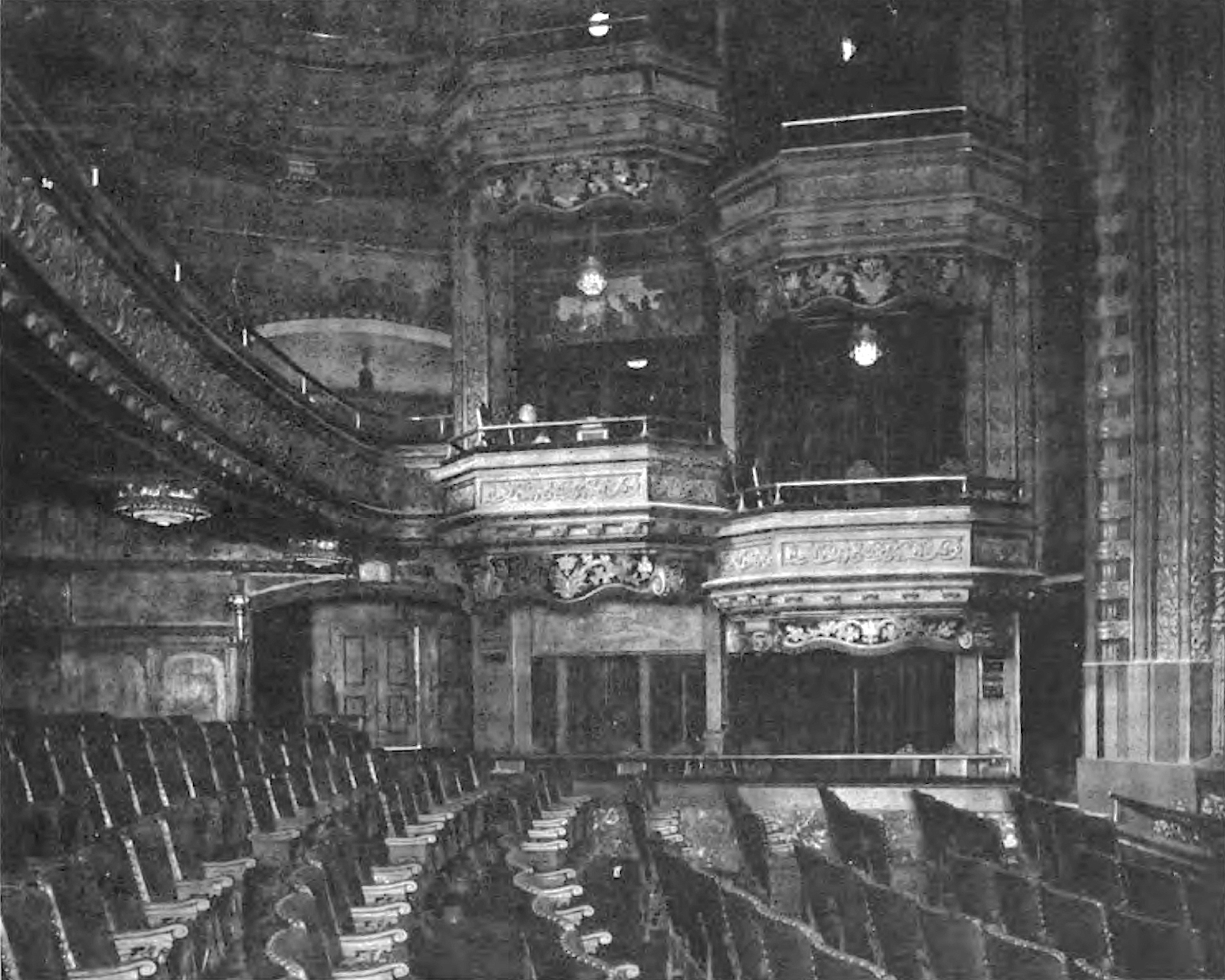
۱۹۰۷
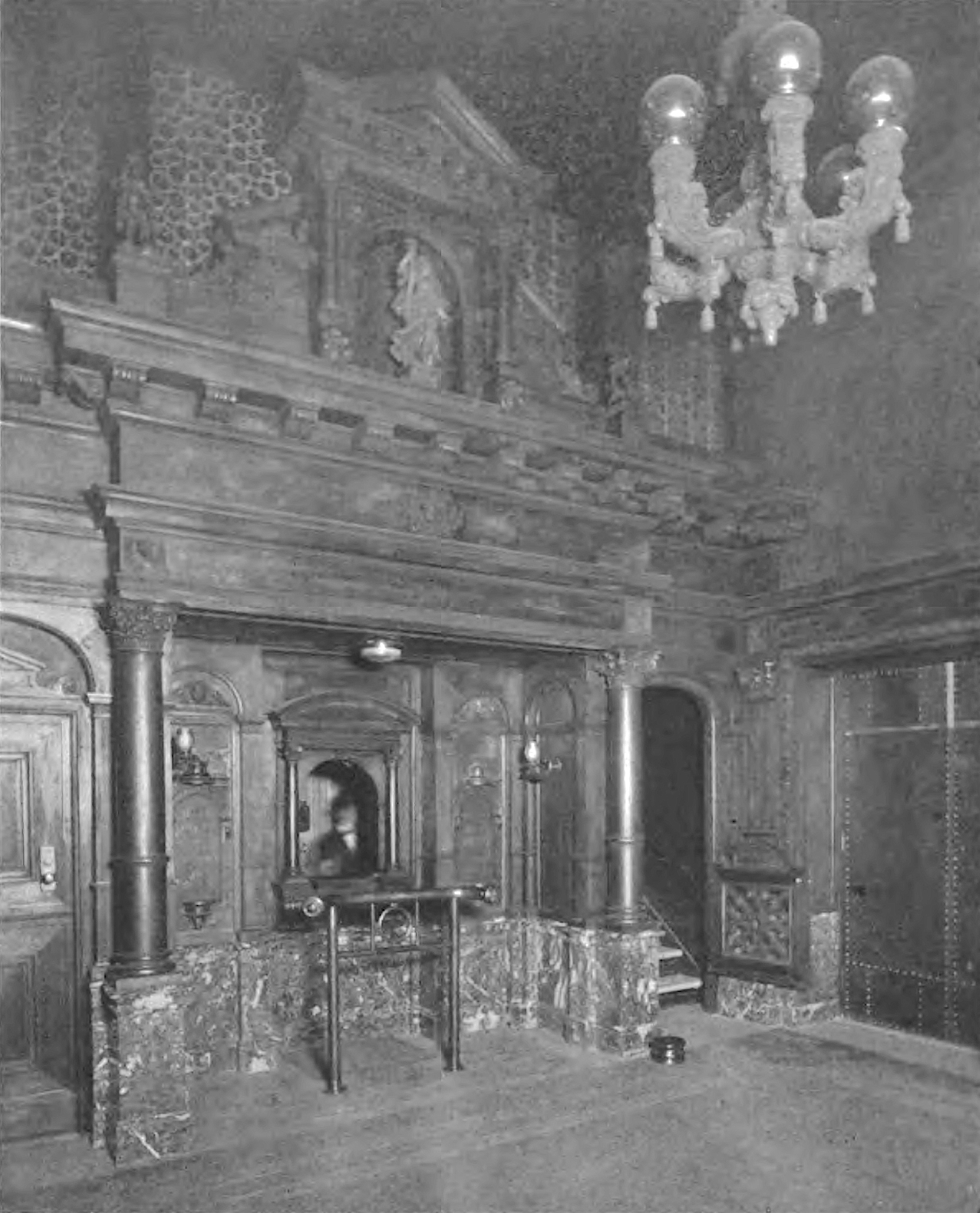
۱۹۰۷
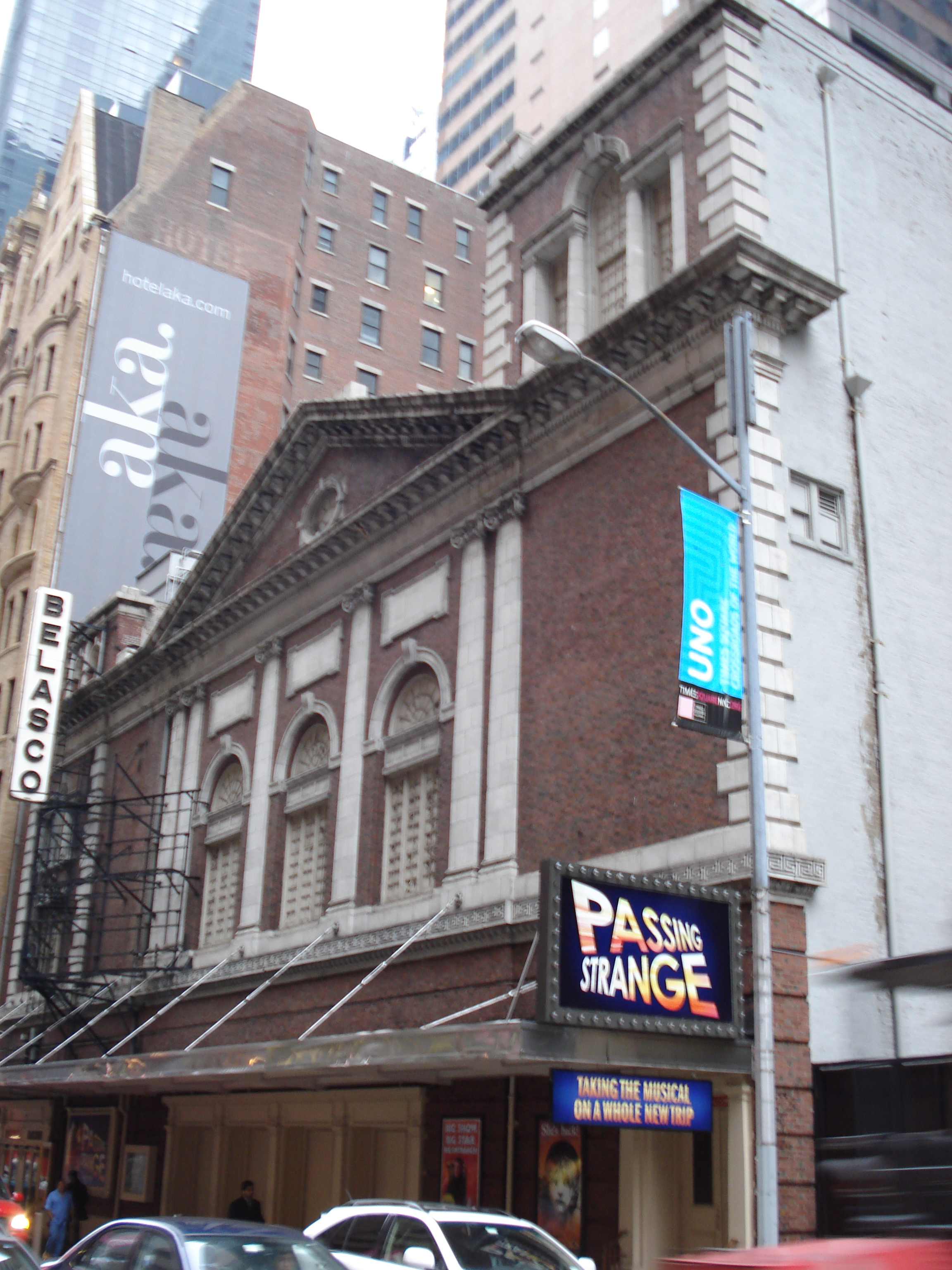